# 角川俳句賞
角川俳句賞（かどかわはいくしょう）は、俳句総合誌『俳句』（角川文化振興財団）が主催している公募の俳句新人賞。1955年、角川短歌賞とともに創設。未発表50句が選考対象。俳人の登竜門として知られており、「俳句界の芥川賞」とも呼ばれる。2021年度の選考委員は正木ゆう子、仁平勝、小澤實、岸本尚毅の4名。

## 受賞一覧
- 第1回（1955年）- 鬼頭文子（後、小池文子に改称） 「つばな野」
- 第2回（1956年）- 沖田佐久子 「冬の虹」
- 第3回（1957年）- 岸田稚魚 「佐渡行」
- 第4回（1958年）- 村越化石 「山間」
- 第5回（1959年）- 安立恭彦 「東京ぐらし」、村上しゆら 「北辺有情」
- 第6回（1960年）- 磯貝碧蹄館 「与へられたる現在に」
- 第7回（1961年）- 川辺きぬ子 「しこづま抄」、柴崎左田男 「窯守の唄」
- 第8回（1962年）- 鈴木正治 「奢る雹」、松林朝蒼 「紙漉く谿」
- 第9回（1963年）- 大内登志子 「聖狂院抄」
- 第10回（1964年）- 江見渉 「一重帯」、山口英二 「古書守り」
- 第11回（1965年）- 該当者なし[2]
- 第12回（1966年）- 木附沢麦青 「陸奥の冬」
- 第13回（1967年）- 秋山卓三 「旱天」
- 第14回（1968年）- 山田みづえ 「梶の花」
- 第15回（1969年）- 辺見京子（現、邊見京子） 「壺屋の唄」
- 第16回（1970年）- 佐藤南山寺 「虹仰ぐ」
- 第17回（1971年）- 横溝養三 「杣の部落」
- 第18回（1972年）- 鈴木栄子（現、鈴木榮子） 「鳥獣戯画」
- 第19回（1973年）- 山崎和賀流 「奥羽山系」
- 第20回（1974年）- 米田一穂 「酸か湯」、民井とおる 「大和れんぞ」
- 第21回（1975年）- 黒木野雨 「北陲羈旅」、宮田正和 「伊賀雑唱」
- 第22回（1976年）- 伊藤通明 「白桃」
- 第23回（1977年）- 小熊一人 「海漂林」、児玉輝代 「段戸山村」
- 第24回（1978年）- 加藤憲曠 「鮫角燈台」
- 第25回（1979年）- 金子のぼる 「佐渡の冬」
- 第26回（1980年）- 摂津よしこ 「夏鴨」、後藤綾子 「片々」
- 第27回（1981年）- 該当者なし
- 第28回（1982年）- 稲富義明 「かささぎ」、田中裕明 「童子の夢」
- 第29回（1983年）- 秋篠光広 「鳥影」、菅原鬨也 「立春」
- 第30回（1984年）- 木内彰志 「春の雁」、大石悦子 「遊ぶ子の」
- 第31回（1985年）- 千田一路 「海女の島」、浅野如水 「津軽雪譜」
- 第32回（1986年）- 淵脇護 「火山地帯」、駒走鷹志 「青い蝦夷」、河村静香 「海鳴り」
- 第33回（1987年）- 林佑子 「昆布刈村」、辻恵美子 「鵜の唄」
- 第34回（1988年）- 鶴田玲子 「鶴居村」
- 第35回（1989年）- 岩田由美 「怪我の子」
- 第36回（1990年）- 北村保 「寒鯉」
- 第37回（1991年）- 柚木紀子 「嘆きの壁」
- 第38回（1992年）- 寺島ただし 「浦里」、 藤野武 「山峡」、奥名春江 「寒木」
- 第39回（1993年）- 松本ヤチヨ 「手」
- 第40回（1994年）- 阿部静雄 「雪曼陀羅」、早野和子 「運河」、黛まどか 「B面の夏」（奨励賞）
- 第41回（1995年）- 市堀玉宗 「雪安居」
- 第42回（1996年）- 山本一歩 「指」
- 第43回（1997年）- 若井新一 「早苗饗」、高千夏子 「真中」
- 第44回（1998年）- 依光陽子 「朗朗」
- 第45回（1999年）- 須藤常央 「富士遠近」
- 第46回（2000年）- 高畑浩平 「父の故郷」
- 第47回（2001年）- 桑原立生 「寒の水」
- 第48回（2002年）- 加藤静夫 「百人力」
- 第49回（2003年）- 馬場龍吉 「色鳥」
- 第50回（2004年）- 仲寒蝉 「小海線」
- 第51回（2005年）- 原雅子 「夏が来る」
- 第52回（2006年）- 千々和恵美子 「鯛の笛」
- 第53回（2007年）- 津川絵理子 「春の猫」
- 第54回（2008年）- 安倍真理子「波」
- 第55回（2009年）- 相子智恵 「萵苣」
- 第56回（2010年）- 望月周 「春雷」、 山口優夢 「投函」
- 第57回（2011年）- 永瀬十悟 「ふくしま」
- 第58回（2012年）- 広渡敬雄 「間取図」
- 第59回（2013年）- 清水良郎 「風のにほひ」
- 第60回（2014年）- 柘植史子 「エンドロール」
- 第61回（2015年）- 遠藤由樹子 「単純なひかり」
- 第62回（2016年）- 松野苑子 「遠き船」
- 第63回（2017年）- 月野ぽぽな「人のかたち」
- 第64回（2018年）- 鈴木牛後「牛の朱夏」
- 第65回（2019年）- 西村麒麟 「玉虫」、抜井諒一 「鷲に朝日」
- 第66回（2020年）- 岩田奎「赤い夢」[3]
- 第67回（2021年）- 岡田由季「優しき腹」
- 第68回（2022年）西生ゆかり「胡瓜サンド」

## 歴代選考委員
- 石田波郷（第1回 - 第8回）
- 加藤楸邨（第1回 - 第6回、第8回 - 第11回、第13回 - 第17回）
- 中村草田男（第1回 - 第10回、第12回 - 第17回）
- 松本たかし（第1回）
- 山口誓子（第1回 - 第6回）
- 大野林火（第3回 - 第7回、第9回 - 第14回、第16回 - 第17回）
- 西東三鬼（第7回）
- 秋元不死男（第11回 - 第17回）
- 角川源義（第9回 - 第21回）
- 平畑静塔（第9回 - 第13回、第15回 - 第17回）
- 石川桂郎（第18回 - 第25回）
- 草間時彦（第18回 - 第25回）
- 香西照雄（第18回 - 第25回）
- 沢木欣一（第18回 - 第25回）
- 森澄雄（第18回 - 第25回）
- 安住敦（第22回 - 第25回）
- 飯田龍太（第26回 - 第28回）
- 大岡信（第26回）
- 桂信子（第26回 - 第28回）
- 岸田稚魚（第26回 - 第28回）
- 清崎敏郎（第26回 - 第28回）
- 角川春樹（第27回 - 第39回）第39回欠席
- 石原八束（第29回 - 第39回）
- 金子兜太（第29回 - 第39回）
- 能村登四郎（第29回 - 第39回）
- 細見綾子（第29回 - 第35回）
- 飯島耕一（第40回）
- 加藤郁乎（第40回）
- 川崎展宏（第40回 - 第46回）
- 玉城徹（第40回）
- 平井照敏（第40回、第48回 - 第49回）
- 三橋敏雄（第41回 - 第47回）
- 稲畑汀子（第41回 - 第46回）
- 福田甲子雄（第41回 - 第43回）
- 大峯あきら（第44回 - 第49回）
- 山田みづえ（第44回 - 第49回）第48回欠席
- 宇多喜代子（第47回 - 第53回）
- 矢島渚男（第50回 - 第56回）
- 長谷川櫂（第50回 - 第58回）
- 正木ゆう子（第50回 - ）
- 池田澄子（第54回 - 第60回）
- 小澤實（第57回 - ）
- 高野ムツオ（第59回 - 第61回）
- 仁平勝（第61回 - ）
- 岸本尚毅（第62回 - ）